# Karlheinz Schreiber
Karlheinz Schreiber (* 25. března 1934, Petersdorf, Německo) je kontroverzní německý průmyslník, obchodník se zbraněmi a lobbista.
Schreiber je ústředním aktérem aféry s podezřelým financováním Křesťansko-demokratickou unii (CDU) v 90. letech 20. století. Skandál odstartovala v roce 1999 augsburská justice, která se zajímala o osud milionu marek, který Schreiber v roce 1991 předal v kufříku pokladníkovi CDU Waltheru Leisleru Kiepovi. Ukázalo se, že tehdejší náměstek ministra obrany Ludwig-Holger Pfahls dostal od Schreibera 3,8 milionu marek za pomoc při prodeji tanků Fuchs do Saúdské Arábie v roce 1991. Aféra vedla mimo jiné k rezignaci tehdejšího předsedy CDU Wolfganga Schäubleho. Ten 10. ledna 2000 potvrdil, že v roce 1994 přijal Schreibera dar v hotovosti přes 100 tisíc marek, které nebyly zaneseny v účetnictví CDU.
Schreiber byl německými úřady obviněn z korupce, daňových úniků a podvodů, ale jako vlastník německého i kanadského pasu se 10 let pokoušel využít veškeré možnosti, aby zabránil svému vydání do Německa. Počátkem srpna 2009 ho Kanada vydala ke stíhání do Německa.
Od Schreiber dostal 225 tisíc kanadských dolarů (cca 3,8 milionu Kć) bývalý kanadský premiér Brian Mulroney za podporu pro projekt německé zbrojovky Thyssen. Mulroney tvrdí, že peníze přijel až po odchodu z politiky, ale Schreiber tvrdí, že byl v té době ve vládě.